# GoodTools
GoodTools (englisch für „Gute Werkzeuge“) ist eine Freeware-Sammlung zum Überprüfen und Katalogisieren von ROMs verschiedener Computer- und Spielkonsolensysteme, die vom Programmierer Cowering  für Windows entwickelt wurde.

## Unterstützte Systeme
| Name     | Plattform                                      | Version   | bekannte ROMs |
| -------- | ---------------------------------------------- | --------- | ------------- |
| Good2600 | Atari 2600                                     | 3.14      | 7.216         |
| Good5200 | Atari 5200                                     | 2.01      | 284           |
| Good7800 | Atari 7800                                     | 3.28      | 932           |
| GoodChaF | Fairchild/Luxor/Zircon/SABA Channel F          | 3.1415    | 88            |
| GoodCoCo | Tandy Color Computer                           | 3.27      | 184           |
| GoodCol  | ColecoVision                                   | 3.14      | 459           |
| GoodCPC  | Amstrad CPC                                    | 3.1415    | 27.103        |
| GoodGB64 | Commodore 64                                   | 3.00      | 17.067        |
| GoodGBA  | Nintendo Game Boy Advance                      | 3.27      | 37.145        |
| GoodGBx  | Nintendo Game Boy/Game Boy Color               | 3.14      | 9.333         |
| GoodGCOM | Tiger Game.com                                 | 3.27      | 40            |
| GoodGen  | Sega Mega Drive (In Nordamerika: Sega Genesis) | 3.21      | 8.563         |
| GoodGG   | Sega Game Gear                                 | 3.20      | 1.020         |
| GoodINTV | Mattel Intellivision                           | 2.03      | 238           |
| GoodJag  | Atari Jaguar                                   | 2.01      | 139           |
| GoodLynx | Atari Lynx                                     | 2.01      | 300           |
| GoodMO5  | Thomson MO5                                    | 3.1415    | 391           |
| GoodMSX1 | Microsoft MSX                                  | 0.999.3   | 589           |
| GoodMSX2 | Microsoft MSX2                                 | 0.999.3   | 166           |
| GoodMTX  | Memotech MTX                                   | 3.1415    | 98            |
| GoodN64  | Nintendo 64                                    | 3.27      | 5.282         |
| GoodNES  | Nintendo NES                                   | 3.23b     | 22.096        |
| GoodNGPx | SNK Neo Geo Pocket/Neo Geo Pocket Color        | 3.27      | 452           |
| GoodOric | Oric 1/Atmos/Telestrat                         | 2.01 beta | 1.236         |
| GoodPCE  | NEC Turbo Grafx 16/PC Engine                   | 1.09a     | 1.565         |
| GoodPICO | Sega PICO                                      | 3.15      | 178           |
| GoodPSID | Commodore 64 PSID music                        | 3.22      | 37.499        |
| GoodSAMC | Miles Gordon Technology SAM Coupé              | 2.03      | 796           |
| GoodSMS  | Sega Master System                             | 3.20      | 1.516         |
| GoodSNES | Nintendo SNES/Satellaview                      | 3.27      | 24.159        |
| GoodSPC  | Nintendo SNES SPC music                        | 3.22      | 57.154        |
| GoodSV   | Watara Supervision                             | 3.27      | 69            |
| GoodVBoy | Nintendo Virtual Boy                           | 3.1415    | 179           |
| GoodVect | General Consumer Electric Vectrex              | 1.06      | 287           |
| GoodWSx  | Bandai WonderSwan/WonderSwan Color             | 3.27      | 377           |

## GoodMerge
GoodMerge ist ein Programm, welches die verschiedenen ROMs der Sammlung optimal und platzsparend archiviert. Dabei werden jeweils alle verschiedene Versionen des gleichen Spiels (z. B. verschiedene Sprachversionen oder Hacks) in einem Archiv zusammengefasst. Zusätzlich wird das Wörterbuch des jeweiligen Archivierungsprogrammes so erweitert, dass möglichst große Blöcke wiedererkannt und somit eingespart werden können.
Diese Anwendung setzt eine von GoodTools sortierte und richtig benannte Sammlung, sowie eine von GoodTools erstellte Liste der vorhandenen ROMs (have-Datei) der jeweiligen Spielkonsole voraus.

## UnGoodMerge
UnGoodMerge ist ein weiteres Zusatzprogramm, welches die Archive von GoodMerge gemäß den Regeln zerlegt und jedes ROM einzeln speichert. Des Weiteren bietet das Programm die Möglichkeit diese Archive zu filtern, so dass doppelte, modifizierte oder als bad dump gekennzeichnete ROMs nicht weiter verwendet werden.